# Jason Azzopardi
Jason Azzopardi (ur. 16 marca 1971 w Pietà) – maltański prawnik i polityk. W latach 2012–2013 minister, długoletni poseł krajowy, deputowany europejski.

## Życiorys
W 1994 ukończył studia prawnicze na Uniwersytecie Maltańskim, a w 1996 uzyskał stopień doktora praw. Podjął praktykę w zakresie prawa karnego. Zaangażował się w działalność polityczną w ramach centroprawicowej Partii Narodowej. W latach 1999–2004 był partyjnym sekretarzem ds. międzynarodowych.
W 1998 po raz pierwszy został wybrany do Izby Reprezentantów, uzyskując reelekcję w kolejnych wyborach w 2003, 2008, 2013 i 2017. Po akcesji Malty do Unii Europejskiej od maja do lipca 2004 był deputowanym do Parlamentu Europejskiego V kadencji, zasiadając w grupie chadeckiej oraz Komisji Polityki Regionalnej, Transportu i Turystyki i Komisji Rybołówstwa.
Był członkiem administracji rządowej za czasów premiera Lawrence’a Gonziego. W marcu 2008 został parlamentarnym sekretarzem ds. małego biznesu i ziemi. W styczniu 2012 objął urząd ministra ds. uczciwej konkurencji i konsumentów, który sprawował do marca 2013.